# Tolvansaari
Tolvansaari är en ö i Finland. Den ligger i sjön Pihlajavesi och i kommunen Puumala i den ekonomiska regionen  S:t Michel och landskapet Södra Savolax, i den södra delen av landet, 250 km nordost om huvudstaden Helsingfors. Öns area är 7,7 hektar och dess största längd är 470 meter i sydöst-nordvästlig riktning.